# Phare de la rivière Saginaw

Le phare arrière de la rivière Saginaw (en anglais : Saginaw River Light), est un phare inactif de la rive ouest du lac Huron, situé à l'embouchure de la rivière Saginaw se jetant dans la baie de Saginaw du Comté de Bay, Michigan. 
Ce phare est inscrit au Registre national des lieux historiques depuis le 19 juillet 1984 sous le n° 84001373 .

## Historique
La colonisation américano-européenne le long de la rivière Saginaw a commencé dans les années 1830, ce qui était essentiel au développement de la région, car elle était navigable à l'intérieur des terres. La construction du premier phare de Saginaw, pour marquer l'entrée de la rivière, a commencé en juillet 1839 par le capitaine Stephen Wolverton. Le projet a été achevé sous la direction de Levi Johnson de Cleveland, Ohio à l'automne de 1841. En septembre 1841, le phare a été mis en service.
En 1867, le Corps du génie de l'armée des États-Unis a effectué le dragage du canal de la rivière Saginaw afin que les plus gros navires puissent naviguer sur la rivière. Quand ils ont fini, la lumière n'était plus bien positionnée pour permettre aux bateaux de naviguer à l'entrée. Les demandes de financement, les négociations sur les terres et les problèmes contractuels ont retardé les travaux de remplacement du feu jusqu'en 1876. Cette année-là, deux phares ont été érigés dans une configuration de feux d'alignement.
Le feu avant d'alignement a été construit sur un berceau en bois carré à côté de la rive ouest de la rivière. C'était une tourelle pyramidale en bois peint de 10 m de hauteur. Avec sa moitié supérieure fermée, une petite pièce a été créée sous la galerie pour le stockage du pétrole et des approvisionnements, et dans laquelle le gardien pouvait chercher un abri tout en gardant la lumière par mauvais temps. La galerie était entourée d'une rambarde de sécurité en fer et coiffée d'une lanterne octogonale préfabriquée en fonte. Assise au sommet d'un piédestal en fonte à l'intérieur de la lanterne, la nouvelle lentille de Fresnel fixe et blanche du sixième ordre, avait un plan focal de 11 m avec une portée d'environ 15 Km.
Le feu arrière d'alignement a été construit à 700 m au sud de l'embouchure de la rivière. L'ingénieur du onzième district, le commandant Godfrey Weitzel, a conçu la tour d'alignement arrière et le logement combinés de façon unique. Une grande base en béton surélevée devait soutenir une habitation et une tour combinées en briques. En raison du sol marécageux, les pieux en bois devaient être enfoncés profondément dans le sol pour fournir une base solide sur laquelle les coffrages en bois pour la base en béton pouvaient être érigés et remplis. Au sommet de ces fondations en béton, une maison carrée de deux étages de gardien de phare en brique a été construite. Intégrée dans le coin nord-ouest de l'habitation, une tour carrée effilée de 16 m à double paroi abritait un ensemble d'escaliers en colimaçon préfabriqués en fonte. Allant de la cave à la lanterne, ces escaliers servaient également de seul moyen d'accès aux premier et deuxième étages par des paliers à chaque étage. Chacune était équipée de portes en fer cintrées bien ajustées conçues pour endiguer la propagation du feu entre les étages. Une terrasse en bois soutenue par des colonnes en bois entourait l'habitation au premier étage, offrant un accès facile et sec à tous les côtés de la structure. Le logement se composait d'une cuisine, d'un salon et d'une salle de stockage d'huile au premier étage, et de trois chambres au-dessus. La tour était coiffée d'une galerie carrée en fer, soutenue par cinq corbeaux en fonte sur chacun de ses quatre côtés. Une lanterne octogonale en fonte a été installée en son centre, avec une lentille de Fresnel blanche de quatrième ordre fixe placée à un plan focal de 18 m].
Les feux d'alignement ont été convertis en électricité en 1915. Le feu d'alignement arrière est resté actif et a été utilisé comme résidence pour les hommes affectés à l'installation de la Garde côtière américaine associée jusqu'aux années 1970. À cette époque, le poste de la Garde côtière a été déplacé de l'autre côté de la rivière afin d'avoir plus d'espace. Le phare est resté vide jusqu'en 1986. La compagnie Dow Chemical, propriétaire du terrain environnant, a acheté l'installation et l'a transféré sur son terrain.
En 1999, la Saginaw River Marine Historical Society (SRMHS) a approché Dow Chepmical pour collaborer à la restauration du phare et à son ouverture aux touristes. La rénovation est effectuée par le SRMHS, et Lighthouse Friends aide à recueillir des fonds.
Identifiant  : ARLHS : USA-717 .

### Lien connexe
- Liste des phares au Michigan